# Calle Doctor Loureiro Crespo
La calle Doctor Loureiro Crespo es una calle de la ciudad española de Pontevedra situada en el este de la ciudad, en el barrio de A Eiriña.

## Origen del nombre
La calle debe su nombre al médico y político pontevedrés José Loureiro Crespo (1881-1961), que fue concejal de Pontevedra entre 1912 y 1919 y presidente del Colegio Oficial de Médicos de la Provincia de Pontevedra de 1926 a 1934.

## Historia
La actual calle Doctor Loureiro Crespo surge del trazado de la nueva carretera de Orense, inaugurada en 1844, que partía desde las proximidades de la plaza de la Peregrina y reemplazó al antiguo Camino Viejo de Castilla como principal ruta hacia la meseta. El tramo oriental de esta carretera, más alejado del centro de la ciudad, corresponde hoy a lo que se conoce como la calle Doctor Loureiro Crespo.
La calle Doctor Loureiro Crespo tiene su origen en el proceso de transformación urbanística de la zona de la que hoy parte la calle, iniciado con la construcción del Hospital Provincial de Pontevedra. Esta obra fue impulsada por Ángel Cobián Areal, médico y alcalde de la ciudad entre 1891 y 1893. En 1893, se adquirieron los terrenos en la nueva carretera de Orense para edificar el nuevo hospital. El proyecto arquitectónico fue encargado al ingeniero de caminos León Domercq Alzúa y fue dirigido por el arquitecto Siro Borrajo Montenegro. Las obras dieron comienzo el 1 de marzo de 1894 y se realizaron en dos fases, culminando con la inauguración del hospital el 14 de diciembre de 1897.
En 1919, la calle fue denominada Camino Nuevo, destacando su importancia en la expansión urbana de la ciudad. En 1941, se instaló entre el Camino Nuevo y la calle Joaquín Costa, a la altura del actual número 6 de la calle, la fábrica de harinas Reyes Hermanos, un establecimiento que estuvo operativo durante varias décadas. Sin embargo, la fábrica cerró en esta ubicación tras un incendio ocurrido en 1993, que destruyó gran parte de las instalaciones.
Los terrenos de la antigua fábrica quedaron en desuso hasta que, en 2002, la corporación municipal aprobó la apertura de la nueva calle Antón Fraguas, construida sobre esos terrenos y que permitió mejorar la comunicación en la zona.

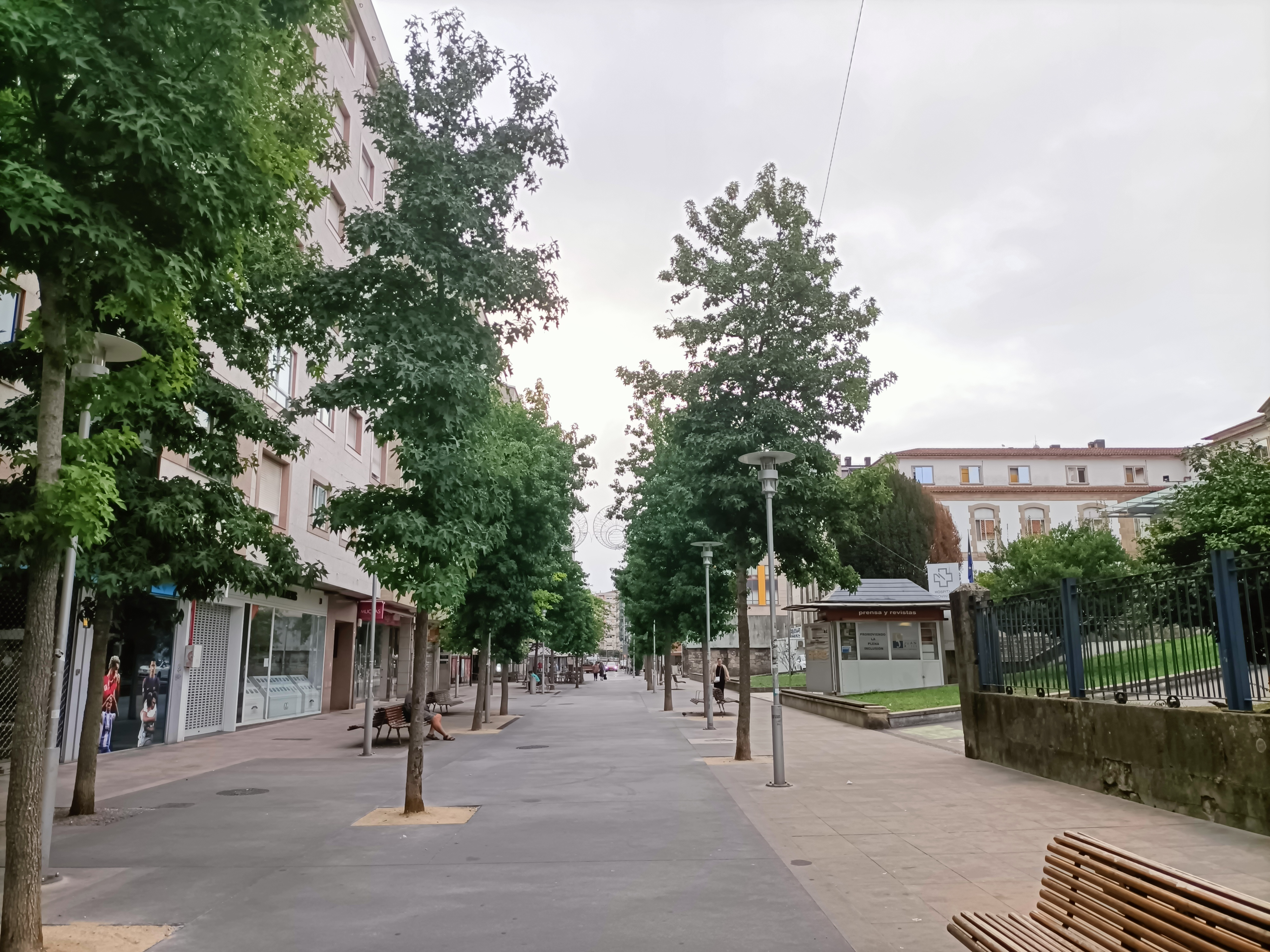
Tramo peatonal de la calle inaugurado en 2017.

En 1944 abrió sus puertas en el Camino Nuevo el antiguo cuartel y comandancia de la Guardia Civil, demolido en 2020 y en los terrenos del cual se construyó una residencia de mayores que fue inaugurada en 2022.
El 28 de octubre de 1949, el Ayuntamiento de Pontevedra cambió el nombre de Camino Nuevo a Avenida de Lugo, en un tramo que iba desde la calle Cobián Areal hasta la intersección con la carretera de Puente Caldelas (actual calle San Mauro). Esta nueva denominación fue un gesto simbólico, en respuesta al hecho de que la ciudad de Lugo había bautizado una de sus calles con el nombre de Pontevedra, estableciendo así un intercambio de denominaciones entre ambas ciudades.
En 1952, a solicitud del Presidente del Colegio Oficial de Médicos de Pontevedra, se acordó rendir homenaje al doctor José Loureiro Crespo, dando su nombre a lo que hasta entonces se conocía como Avenida de Lugo. Así, el 31 de enero de 1953, siendo alcalde de la ciudad Juan Argenti Navajas, la vía cambió oficialmente su denominación a calle Doctor Loureiro Crespo. Por otro lado, el nombre de Avenida de Lugo fue asignado al siguiente tramo de la carretera de Orense, que abarca desde el cruce con la carretera de Puente Caldelas (calle de San Mauro) hasta su conexión con la carretera hacia Monte Porreiro.
En las décadas de 1960 y 1970, la calle Doctor Loureiro Crespo se consolidó como el principal eje de expansión de la ciudad hacia el este, siendo en ese periodo cuando se levantaron la mayoría de los edificios a lo largo de la vía y sus calles adyacentes. En la zona sur de la calle, sobre terrenos de A Eiriña, se promovió el impulso de las instalaciones del Asilo de las Hermanitas de los Ancianos Desamparados, que cerró en 2012.

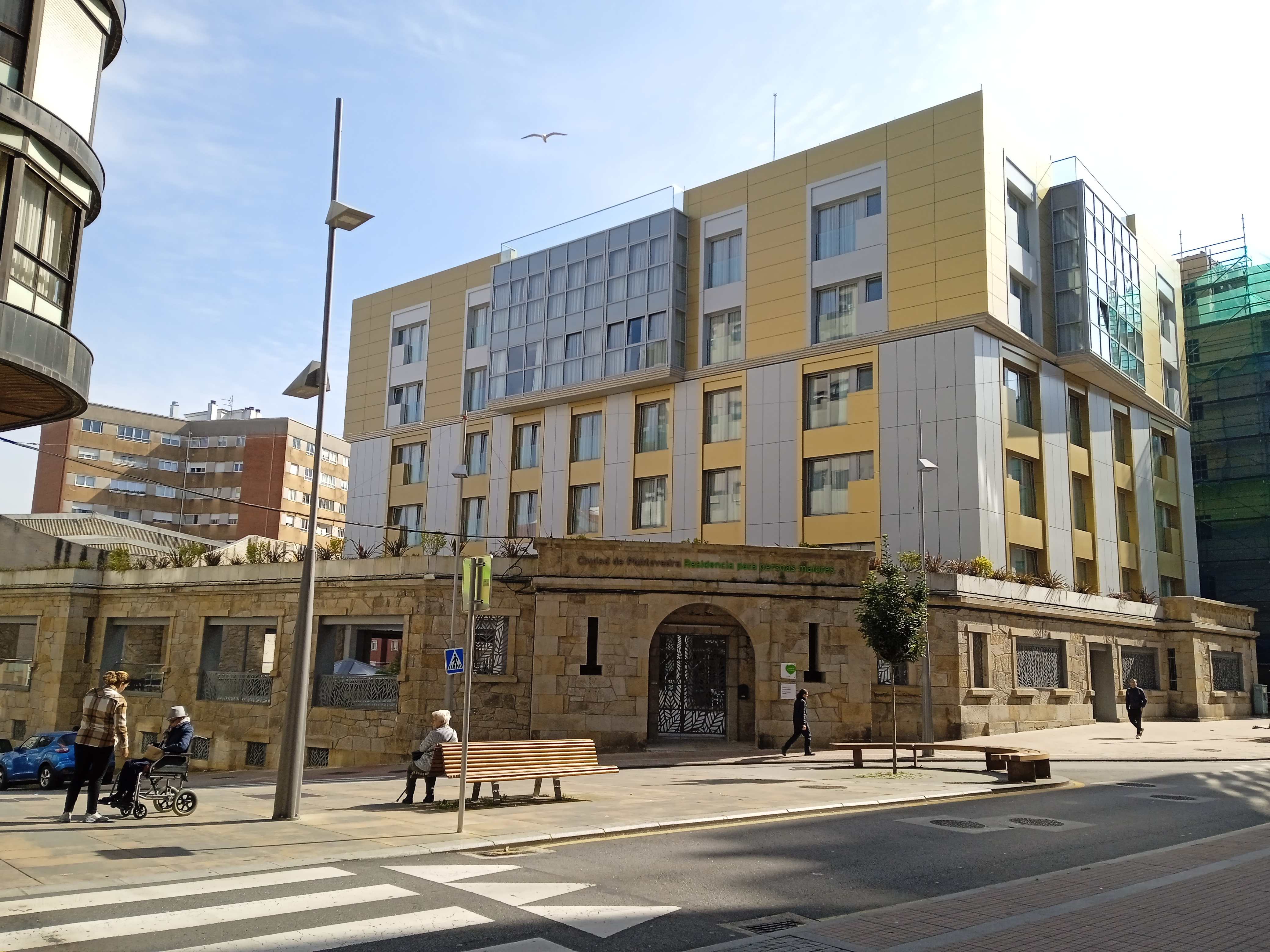
Residencia DomusVi Ciudad de Pontevedra, inaugurada en 2022.

El 25 de mayo de 1979, abrió sus puertas en los números 8-10 de la calle la emblemática discoteca Equus, un establecimiento que rápidamente se convirtió en un referente de la vida nocturna de la ciudad. En su inauguración, que atrajo a 3500 personas, estuvieron presentes figuras destacadas como el periodista deportivo José María García y el cantante Micky. La discoteca cerró sus puertas definitivamente en 2002.
En 1994 se finalizaron las obras del primer tramo del llamado anillo de la Eiriña (actual calle José Malvar), que cruzó la calle Doctor Loureiro Crespo a la altura de las vías férreas, mejorando su conexión con el norte de la ciudad. Tres años después, en 1997, comenzaron los trabajos del segundo tramo de este anillo, actualmente conocido como calle Doce de Novembro. Este tramo fue inaugurado en mayo de 1999, y facilitó la comunicación de la calle con el sur de la ciudad, completando así una importante vía de acceso.
En 2016 se inició la reforma integral de la calle Doctor Loureiro Crespo. Entre 2016 y 2017 se peatonalizó el primer tramo de la vía delante del Hospital Provincial hasta la calle Antón Fraguas, se instalaron bancos y se plantaron dos filas de liquidámbares.
En 2020 comenzaron las obras de reurbanización y humanización del segundo tramo de la calle Loureiro Crespo, desde la calle Antón Fraguas hasta la calle San Mauro, así como de varias calles adyacentes del barrio del Castañal. Estos trabajos, que concluyeron en 2022, transformaron la vía, reduciéndola a un único carril de circulación y dotándola de arbolado, especialmente de cerezos de flor japoneses, mejorando así la calidad urbana y el entorno para los peatones.

## Descripción

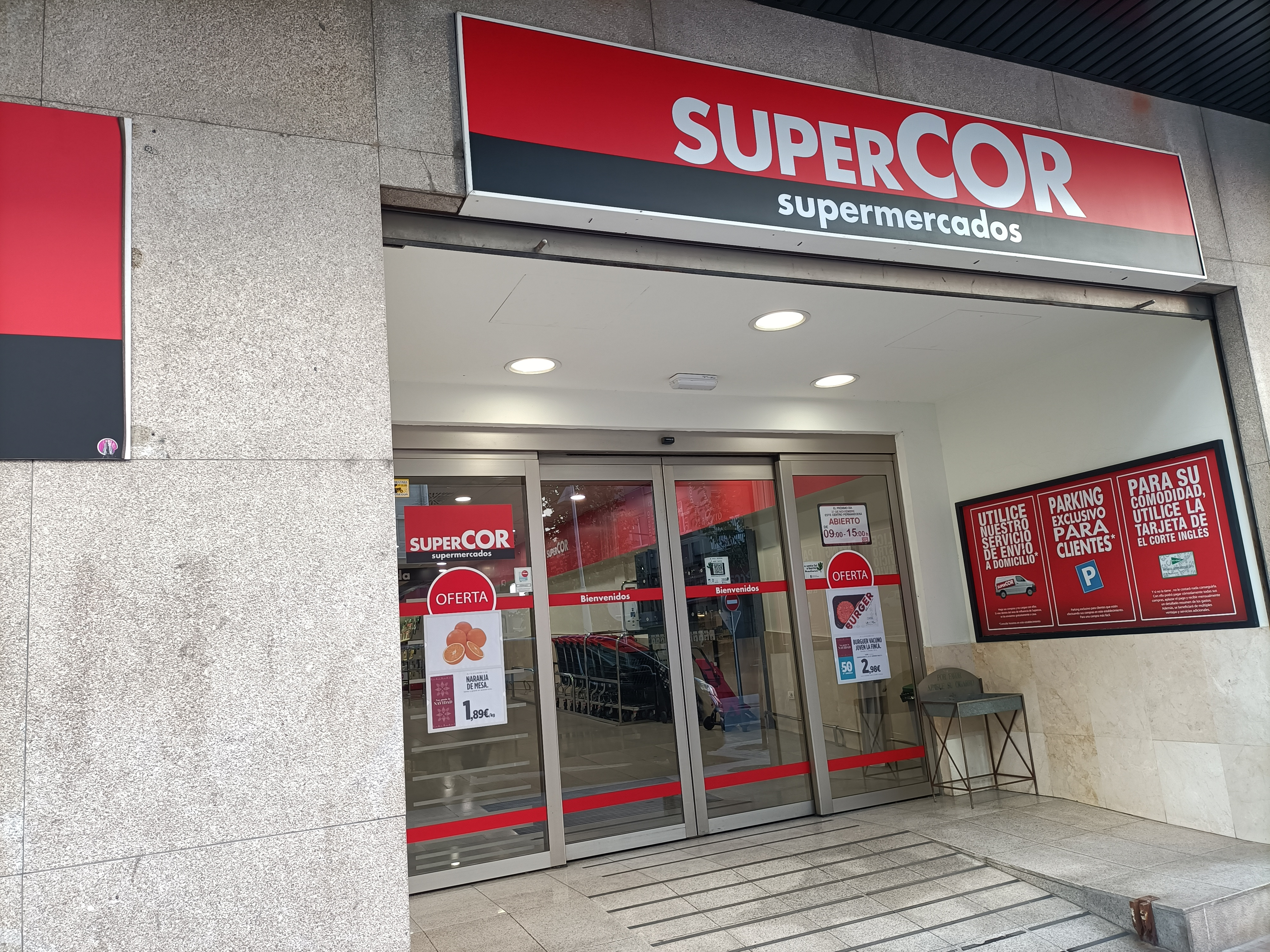
Supercor inaugurado en 2008.

Es una calle en la zona este de la ciudad de 725 metros de longitud con una orientación transversal oeste-este, recta y llana en su primer tramo y en curva ascendente en su segundo tramo desde la calle Casimiro Gómez. Conecta la calle de Benito Corbal (al oeste) con la Avenida de Lugo (al este) y en ella confluyen por su parte norte las calles Víctor Cervera Mercadillo, Gonzalo Gallas, Casimiro Gómez, José Malvar, Ernesto Caballero, Forcarei, Ángel Amor Ruibal y Mestre Soutullo y por su lado sur las calles Antón Fraguas, Travesía de la Eiriña, Doce de Novembro, Rodríguez Seoane y San Mauro. Su anchura media es de 10 metros.
El edificio más destacado de la calle es el Hospital Provincial de Pontevedra. Es un edificio de gran tamaño, originalmente en forma de H y de dos plantas, con añadidos posteriores que lo transformaron en un edificio de tres plantas. Fue diseñado por León Domercq Alzúa y Siro Borrajo Montenegro, con una estructura de mampostería de granito y muros enlucidos de blanco, dejando el granito visible en los marcos de ventanas y puertas. La entrada principal tiene una torre añadida, con un tejado en forma de aguja y cuatro relojes. En la entrada, una escalinata central lleva a una estatua de Manuel Barreiro Cabanelas, donante del hospital, realizada por Francisco Asorey en 1942.
La calle Loureiro Crespo es una calle comercial muy transitada, donde se localizan numerosos negocios y servicios. A lo largo de la vía se encuentran supermercados, inmobiliarias, farmacias, cafeterías, floristerías, entidades bancarias y un hotel, entre otros establecimientos. Además, alberga el primer Supercor de la provincia de Pontevedra, que abrió sus puertas en 2008, convirtiéndose en un referente comercial de la zona.

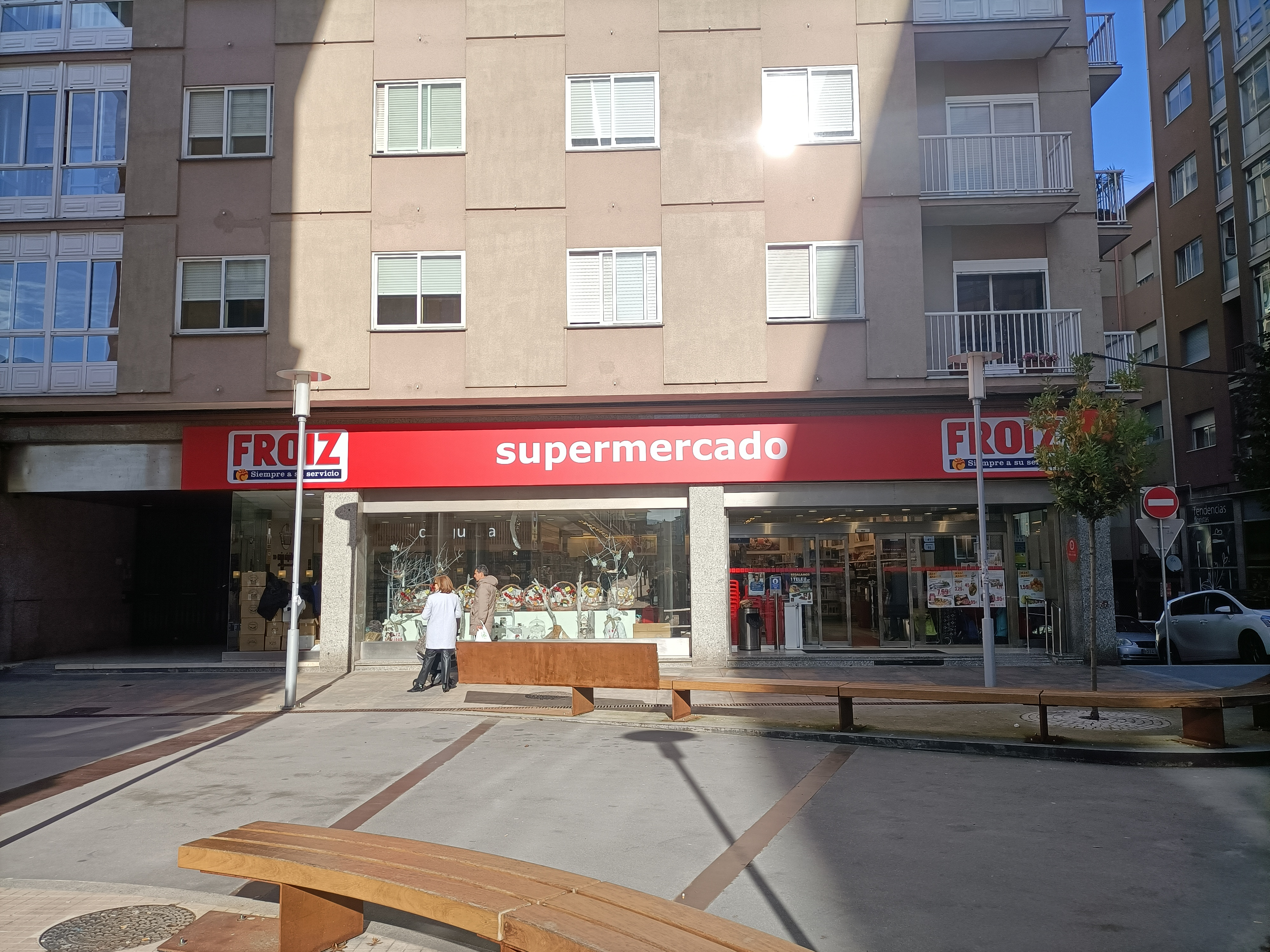
Supermercado Froiz en la calle.

El primer tramo de la calle, que conecta las calles Cobián Areal y Antón Fraguas, es peatonal, ofreciendo un espacio exclusivo para transeúntes. En los tramos siguientes, las aceras varían entre cuatro y siete metros de ancho, y la vía cuenta con un único carril de circulación en dirección al centro de la ciudad. Además, el diseño del alumbrado y el mobiliario urbano contribuyen a la estética del área, especialmente en las zonas de descanso. En el margen derecho de la calle se encuentran plazas de aparcamiento destinadas a carga y descarga.
La calle está flanqueada por 90 árboles ornamentales que dan un toque distintivo al paisaje urbano. En su primer tramo peatonal se encuentran dos hileras de liquidámbares. Entre las calles Antón Fraguas y Doce de Novembro, destacan los cerezos de flor japoneses, mientras que entre Doce de Novembro y la avenida de Lugo, predominan los árboles del género quercus. Junto a la residencia de la tercera edad, hay dos laureles.